# 7.5cm FK 38
7.5cm FK 38 （ドイツ語：7,5 cm Feldkanone 38）とは、第二次世界大戦中にナチス・ドイツとブラジルが使用した野砲である。

## 概要
FK 38は、ブラジル軍からの発注に応じたクルップ社が開戦前に開発したものである。FK 18と比較して砲身が延長されており、反動軽減用にマズルブレーキが取り付けられている。初期型は木製スポーク式であったが、後期型はプレススチール製のホイールにゴムタイヤを取り付けている。
ブラジル陸軍には開戦前に64門が納入され、1942年にはドイツ陸軍に80門が納入された。 

## スペック
- 口径：75mm
- 全長：2.55m
- 全幅：m
- 重量：1,366kg
- 砲身長：1,914mm (口径)
- 仰俯角：-5°~+45°
- 左右旋回角：50°
- 運用要員：名
- 発射速度：発/分（最大）
- 射程：11,500m
- 生産期間：1939年~1942年
- 生産総数：144門